# Michel Housse
Michel Housse (Lione, 17 aprile 1934) è un ex cestista francese.

## Carriera
Con la Francia ha disputato i Campionati europei del 1961.